# Aspekty miłości
Aspekty miłości (oryg. Bei di yan zhi) – hongkoński–tajwański melodramat z 1973 roku w reżyserii Li Han-hsiang.
Film zarobił 2 100 734 dolarów hongkońskich w Hongkongu.

## Obsada
Źródło: Filmweb

- Kang-Yeh Cheng
- Ling Chiang
- Nan Chiang
- Su Chiang
- Miao Ching
- Hsin Chin
- Tina Chin-Fei
- Chin Chu
- Jin Chu
- Mien Fang
- Li Jen Hao
- Lily Ho
- Teresa Hsia Ping
- Chin Hu
- Chiu Chin Ku
- Wei Tu Lin
- Wu Chi Liu
- Wen Tai Li
- Tan Lau
- Jackie Chan – Xiao Liu
- Shen Chan – klient domu publicznego